# Володин, Вячеслав Викторович
Вячесла́в Ви́кторович Воло́дин (род. 4 февраля 1964, Алексеевка, Саратовская область, РСФСР, СССР) — российский государственный и политический деятель. Председатель Государственной Думы Федерального собрания Российской Федерации, член Совета безопасности Российской Федерации с 5 октября 2016 года. Член Государственного совета Российской Федерации с 21 декабря 2020 года. Член Бюро Высшего совета партии «Единая Россия». Заслуженный юрист Российской Федерации (2009). Полный кавалер ордена «За заслуги перед Отечеством».
Депутат Государственной Думы Федерального собрания Российской Федерации VII и VIII созывов (Саратовская область).
Первый заместитель руководителя Администрации президента Российской Федерации (27 декабря 2011 — 5 октября 2016). Руководитель Аппарата Правительства Российской Федерации — заместитель председателя Правительства Российской Федерации (2010—2011).
Кандидат технических наук (1989), доктор юридических наук (1996). Действительный государственный советник Российской Федерации 1 класса (2012). Полковник запаса.
С 2014 года около 40 стран (включая США, Канаду, ЕС, Японию, Австралию) ввели против него санкции.

## Биография

### Происхождение и семья
Родился 4 февраля 1964 года в посёлке Алексеевка Хвалынского района Саратовской области в многодетной семье. Отец был капитаном речного флота, скончался в возрасте 51 года. После смерти отца воспитывался отчимом.
Мать, Лидия Петровна Барабанова (род. 1936), окончила Саратовское педагогическое училище. После завершения обучения отказалась от распределения в Ленинград и осталась на родине, потому что не хотела бросать в одиночестве пожилую мать. Работала педагогом начальных классов в сельской школе. Лидия Петровна выступала владелицей или совладелицей следующих организаций: некоммерческое партнерство Лесоохотничье хозяйство «Городнянское», охотхозяйство «Заимка», сельхозпредприятие «Мещерское», «Агрос-Эко ЛТД», ЗАО «Янтарное», ООО «Инвест-холдинг», «Гортранс», АО «Холдинг Днепрово». Компании объединяют ряд активов: тысячи гектаров земли, коммерческую недвижимость, доли строительных компаний и заводов. Часть из них получали федеральные субсидии. По данным Росреестра, по состоянию на август 2018 года Барабановой Лидии Петровне принадлежит квартира в элитном жилом комплексе «Белый Лебедь» в московском районе Раменки площадью 390,6 кв м. По данным Росреестра на май 2020 года, «Инвест Холдинг» с 2018 года является владельцем двухэтажной квартиры в ЖК «Фьюжн Парк» на улице Усачёва в Москве, оценочной стоимостью от 400 до 600 млн рублей. По данным The Insider, «Инвест Холдинг» приобрело эту квартиру у Яны Юрьевны Полякиной, которая впоследствии сменила фамилию на «Володина».
Сестра, Татьяна Лаврина, стала акционером ООО «Солнечные продукты» в 1999, однако не оформляла долю на себя в связи с руководящим постом в компании. Входила в совет директоров Саратовского электроприборостроительного завода с 2013 по 2016 годы. Имеет доли в ООО «Хендимарт» и ООО «Плазма-СК». Мать двух сыновей: Алексея и Романа.
Алексей Лаврин, племянник Володина, в прошлом работал в ООО «Плазма-СК». Управляет компанией «Городнянские сады», принадлежащей матери Володина. Компания создает агропромышленный парк в Саратовской области, предполагаемый размер инвестиций — 350 миллионов рублей.
Роман Лаврин, предполагаемый племянник Володина, был представителем «Гео Траст Сервис», занимающейся разработкой нефтегазовых месторождений, и акционером компании «Тролза» — саратовского производителя троллейбусов, входящий в концерн «Букет». До 2015 года мать Вячеслава Володина владела контрольным пакетом в компании «Букет-НД», которая сдавала в аренду принадлежащие «Букету» земли в Москве, Саратове и Новосибирске. В 2017 году «Тролза» получила контракт на поставку троллейбусов в Крым на сумму в 2,4 млрд рублей.
По информации ряда негосударственных СМИ, в настоящее время супругой Володина является Яна Юрьевна Полякина (с марта 2021 — Володина).
Дочь — Володина Светлана Вячеславовна. С отличием окончила МГУ по специальности «Юриспруденция», окончила аспирантуру по направлению «Криминалистика» и защитила кандидатскую диссертацию. Автор монографии «Многопартийность как основа конституционного строя России», опубликованной в 2016 году.

### Образование
В 1986 году окончил Саратовский институт механизации сельского хозяйства по специальности инженер-механик. Поступил в аспирантуру СИМСХ; в 1989 году защитил кандидатскую диссертацию на тему «Разработка и обоснование параметров весового дозирующего устройства стебельных кормов».
В январе 2023 года официальный Телеграм-канал Госдумы сообщил, что во время учёбы Володин посещал военную кафедру, проходил военные сборы на базе Ульяновского танкового училища, по окончании института получил звание лейтенанта, а после учёбы «проходил обучение на курсах при военном институте», дослужившись до звания полковника запаса.
В 1995 году окончил Российскую академию государственной службы при Президенте РФ, получив специальность юриста. Уже в 1996 году защитил в Санкт-Петербургском университете МВД России диссертацию на тему «Субъект Российской Федерации: проблемы власти, законотворчества и управления» и получил учёную степень доктора юридических наук.

### Карьера
С 1986 года — на преподавательской работе[где?].
В 1990 году избран депутатом Саратовского городского совета.
С 1992 года — заместитель главы администрации Саратова. С 1994 года — заместитель председателя Саратовской областной думы.
В 1993—1996 годах работал проректором в Поволжском кадровом центре (с 1995 года — Поволжская академия государственной службы), был профессором кафедры конституционного права ПАГС, заведующим кафедрой государственного и регионального управления.
В 1996 году — вице-губернатор Саратовской области.
В дальнейшем ушёл с государственной службы и уехал в Москву, где занялся бизнесом, а потом — партстроительством в движении «Отечество», которое возглавлял Юрий Лужков. Слухи о том, что причиной ухода Володина с поста вице-губернатора области стал конфликт с Дмитрием Аяцковым, занимавшим в 1996 году пост губернатора Саратовской области, были опровергнуты самим Аяцковым, крайне положительно отзывающимся о профессиональных качествах Володина.
В 1996 году в Санкт-Петербургском институте МВД защитил диссертацию на соискание учёной степени доктора юридических наук по теме «Субъект Российской Федерации: проблемы власти, законотворчества и управления». Автор более 50 публикаций.
В 1999 году избран депутатом Государственной думы III созыва от блока «Отечество — Вся Россия». Становится заместителем руководителя, а с сентября 2001 года — руководителем фракции ОВР.
На парламентских выборах 2003 года избран в депутаты Государственной думы IV созыва по одномандатному Балаковскому округу № 156, получив поддержку 82 % избирателей, пришедших на выборы. В Думе — заместитель председателя, первый заместитель руководителя фракции «Единая Россия». С 2005 года — секретарь президиума генерального совета партии «Единая Россия».
В 2007 году избран депутатом Государственной думы V созыва.
С 2009 года — заведующий кафедрой государственного строительства факультета государственного управления МГУ.
Со 2 февраля 2007 по 21 октября 2010 года — заместитель председателя Государственной думы Российской Федерации V созыва. Секретарь президиума генерального совета партии «Единая Россия» (23 сентября 2011 года решением съезда партии выведен из президиума).
21 октября 2010 года назначен на должность заместителя председателя Правительства — руководителя аппарата Правительства Российской Федерации после освобождения от должности Сергея Собянина в связи с его утверждением на пост мэра Москвы.
27 декабря 2011 года назначен первым заместителем руководителя администрации президента Российской Федерации, курировал Управление внутренней политики и вопросы межнациональных отношений. В период пребывания на данной должности Володину был присвоен высший классный чин государственной гражданской службы — действительный государственный советник Российской Федерации 1 класса.
На президентских выборах 2012 года участвовал в избирательной кампании Владимира Путина.
22 апреля 2014 года Володин вошёл в состав наблюдательного совета Высшей школы экономики (ВШЭ) и возглавил его.
15 июня 2015 года избран председателем наблюдательного совета общества «Знание».
C 7 сентября 2015 года возглавляет рабочую группу по регулированию деятельности НКО.
1 июля 2016 года вошёл под четвёртым номером в пятёрку ведущих политиков страны согласно рейтингу «Независимой газеты».
По инициативе председателя партии «Единая Россия» Дмитрия Медведева Володин вошёл в список «Единой России» на выборах в Госдуму VII созыва, возглавив региональную группу по Волгоградской, Пензенской, Саратовской и Тамбовской областям и по итогам выборов стал депутатом Госдумы. При этом Володин не был участником прошедших 22 мая 2016 года предварительное голосование «Единой России». Выдвижение Володина Медведев объяснял статусом «опытного политического бойца».
23 сентября 2016 года на встрече с лидерами прошедших в Госдуму VII созыва партий президент Путин выдвинул Володина на пост председателя Госдумы РФ, (о подобном развитии событий СМИ сообщали ещё в августе). После этого выдвижения ряд российских и западных политологов прогнозировали, что Володин в 2018 или 2024 году сможет претендовать на пост президента России. Впервые о президентских амбициях Володина в прессе упомянул в конце 2015 года священнослужитель Всеволод Чаплин, комментируя статью о личной жизни ряда политических деятелей России. Сам Путин в контексте обсуждения Володина как возможного «преемника президента» 20 апреля 2017 года заявил, что преемника может определить только народ.
25 сентября 2016 года на заседании Высшего Совета и Генерального Совета партии «Единая Россия» по представлению Путина утверждён кандидатом от партии Единая Россия на пост председателя Государственной думы VII созыва.

#### Председатель Государственной Думы
5 октября 2016 года избран председателем Государственной думы VII созыва на первом её заседании, получив 404 голоса из 450.
В октябре 2016 года вошёл в тройку самых влиятельных политиков России (после Путина и Медведева) по рейтингу Центра политических технологий. По данным опроса, проведённого экспертно-аналитическим центром РАНХиГС, узнаваемость Вячеслава Володина находится на достаточно высоком уровне. 83 % респондентов знают, что он занимает должность председателя Госдумы. Кроме того, деятельность Володина на должности председателя Государственной думы РФ положительно или нейтрально оценивают 78 % россиян.
24 ноября 2016 года избран председателем Парламентской Ассамблеи Организации Договора о коллективной безопасности.
26 декабря 2016 года избран председателем Парламентского Собрания Союза Белоруссии и России.
22 января 2017 года стал одним из 19 членов бюро высшего совета партии «Единой России».
В 2017 году был соавтором закона о лишении гражданства РФ за терроризм преступников, получивших паспорт не по рождению.
12 августа 2018 года Вячеслав Володин в ходе обсуждения темы пенсионной реформы с жителями Саратовской области заявил, что будущее пенсий в России зависит от наполняемости бюджета страны. Политик допустил, что в случае, если не предпринять мер для снижения вливаний бюджетных средств в Пенсионный фонд, государственные пенсии могут в будущем исчезнуть.
Поддержал пенсионную реформу в России.
15 марта 2019 года на торжественном митинге в Крыму Володин заявил об экономических потерях Крыма от нахождения в составе Украины и предложил обязать Украину их компенсировать.
Автор книг о новых разработках технологического процесса и проблемах местного самоуправления.
5 апреля 2019 года Володин предложил допустить Государственную думу к формированию правительства. Свои идеи политик конкретизировал в статье «Живая Конституция развития», вышедшей 17 июля того же года в «Парламентской газете». В публикации Володин, настаивая на неизменности базовых ценностей Конституции, сформулировал новую модель формирования кабинета министров, при которой президент в своих решениях по составу правительства мог бы опереться не только на мнение премьер-министра, но и на позицию депутатского корпуса. Предлагаемые Володиным конституционные изменения позволяют исправить крен в сторону исполнительной власти и восстановить баланс в полномочиях Парламента и правительства. При этом, по мнению политика, эффективность взаимодействия ветвей власти зависит от количества процедур, закреплённых в Конституции. Подобные поправки в конституцию впоследствии были предложены президентом Владимиром Путиным, во время его послания Федеральному Собранию, 15 января 2020 года.
15 марта 2021 года Володин запустил свой канал в Telegram[значимость факта?].
12 октября 2021 года переизбран председателем Государственной думы VIII созыва на первом её заседании, получив 360 голосов из 421.
15 февраля 2022 года Володин председательствовал на заседании Госдумы РФ, где организовал рассмотрение и поддержал обращение к президенту РФ с просьбой признать «независимость» частично оккупированных РФ Донецкой и Луганской областей Украины. 22 февраля Володин проголосовал за ратификацию так называемых «договоров о дружбе» с «ДНР» и «ЛНР». В конце 2024 года украинский суд заочно приговорил Володина к 15 годам заключения за покушение на территориальную целостность Украины.
26 апреля 2022 года в самый разгар российско-украинской войны Володин потребовал признать Украину террористическим государством после того, как ФСБ и Путин заявили о задержании подозреваемых в подготовке покушения на убийство телеведущего Владимира Соловьёва[значимость факта?].

## Политические взгляды
Володин является одним из активных сторонников Владимира Путина. Так, в октябре 2014 года на заседании международного клуба «Валдай» Володин на вопрос о действиях санкций против РФ заявил, что россияне хорошо понимают, что «атаки на Путина — это атаки на Россию», «Нет Путина — нет России». В интервью 2020 года изданию Газета.ru Володин заявил, что на протяжении всего времени Путин сформировал устойчивую к вызовам систему государственного управления, а при преемнике Путина государственные процессы будут протекать именно по заложенным Путиным лекалам.
- Financial Times отмечает, что при Володине Кремль «ужесточил контроль над средствами массовой информации, объявил неправительственные общественные организации „иностранными агентами“ и предоставил спецслужбам более широкие полномочия в плане слежки»[68].
- Володин озабочен проблемой патриотического воспитания в России и негативно оценивает тенденции в обществе, особенно среди молодёжи[69].
- По версии Forbes, в 2012 году Володин курировал снятие и назначение ряда губернаторов[70].
- В разгар войны России против Украины Вячеслав Володин заявил, что «Байден и Зеленский добьются своего — войдут в историю как президенты, устроившие голодомор на планете»[71][72].
- Публично высказывал позицию, что «государство некогда несправедливо забрало земли у церквей» и заставило платить налоги[73].
- Обещал законодательно способствовать эффективности работы Росгвардии и лоббировать интересы служащих национальной гвардии[74].
- После атаки дронов на Кремль, в которой власти РФ обвинили Украину, Вячеслав Володин заявил о том, что теракт в отношении президента является нападением на Россию, а руководство Украины следует признать террористической организацией, чтобы западные политики, поставляющие оружие Киеву стали соучастниками её деятельности[75].
- В ходе принятия законопроекта об отмене обязательной публикации деклараций о доходах депутатов и сенаторов Вячеслав Володин заявил, что опубликует свою декларацию[76].
- 6 июля 2025 года съезд КПРФ принял резолюцию о признании ошибочным доклада Никиты Хрущева о культе личности Сталина на XX съезде КПСС[77]. В связи с этим Володин заявил, что «очень правильным было решение пересмотреть решение XX съезда», так как соответствующее решение сформировало негативное отношение к советскому лидеру, который «делал все для победы в Великой Отечественной войне и создания государства»[78].

### Угрозы уничтожения Европы
12 июня 2022 года Володин отметил, что депутат Европарламента Радослав Сикорский, призвавший вернуть Украине ядерное оружие в связи с тем, что Россия нарушила Будапештский меморандум, при котором Украина отдала свой ядерный арсенал в обмен на то, что «Российская Федерация подтверждает Украине своё обязательство в соответствии с принципами Заключительного Акта СБСЕ уважать независимость, суверенитет и существующие границы Украины», не думает о будущем. Володин добавил: «В случае реализации его предложений этих стран не станет, впрочем как и Европы»[значимость факта?].

## Законотворческая деятельность
С 1999 по 2019 год, в течение исполнения полномочий депутата Государственной Думы III, IV, V и VII созывов, выступил соавтором 138 законодательных инициатив и поправок к проектам федеральных законов.
В 2009 году поддержал введение уголовной ответственности за посягательство на историческую память в отношении событий, имевших место в период Второй мировой войны.
Являлся соавтором и инициатором законопроектов в сфере образования в Госдуме пятого созыва.
В Госдуме шестого созыва входил в число авторов законопроекта «О запрете контактной притравки» и пакета законопроектов о долевом строительстве, предполагающего выстраивание вертикали обособленных надзорных органов в сфере долевого строительства, обязательное внесение данных в единую информационную систему жилищного строительства, штрафы застройщикам и надзорным органам, создание единого компенсационного фонда на случай отказа застройщика от своих обязательств.
В Госдуме седьмого созыва Вячеслав Володин в соавторстве с руководителями думских фракций и заместителями председателя Госдумы внёс пакет законопроектов о лишении российского гражданства тех граждан, кто получил его в общем порядке для иностранных граждан и лиц без гражданства, в случае обвинительного приговора по экстремистским и террористическим статьям,, законопроект об усилении ответственности за заведомо ложное сообщение об акте терроризма.
Будучи председателем Госдумы седьмого созыва, внёс законопроект о привилегиях депутатов Госдумы и членов Совета Федерации при обращении к чиновникам разных уровней, включая федеральных министров, создал несколько экспертных советов при председателе Госдумы для обсуждения внесенных законопроектов (Совет по законотворчеству, по законодательному обеспечению развития цифровой экономики и по развитию городских территорий и общественных пространств).

### Лоббистская деятельность
По данным исследований Transparency International — Russia, Вячеслав Володин является одним из наиболее влиятельных лоббистов в Государственной Думе. В рейтинге лоббистского потенциала он занимает второе место — из 13 внесённых им законопроектов было принято 11, то есть 84,62 %.
- Лоббирование интересов силовых структур: Публично давал обещание лоббировать интересы служащих Росгвардии и стал соавтором ряда законопроектов по усилению мер борьбы с экстремизмом и терроризмом до лишения гражданства и увеличения уголовной ответственности до 10 лет лишения свободы за телефонный терроризм[94][95].
- Лоббирование интересов Русской Православной Церкви: В 2003 году вносил законопроект о передаче земель, на которых находятся здания религиозного и благотворительного назначения, церквям и церковным приходам на безвозмездной основе в постоянное пользование, и освобождении верующих от арендной платы (№ 368666-3). Публично высказывал позицию, что «государство некогда несправедливо забрало земли у церквей» и заставило платить налоги. В ноябре 2017 года выступал на конференции аффилированного с РПЦ Всемирного русского народного собора[94].
- Лоббирование интересов табачной и алкогольной промышленности: По данным lobbying.ru, в 2004 году Вячеслав Володин продвигал поправку об установлении пивного акциза в размере 1,75 рублей за литр, что привело к увеличению акцизов всего на 8 копеек, хотя Комитетом по налогам предлагалось увеличить до 3,65 рублей. В тот же день группа депутатов, среди которых был Вячеслав Володин, выступила в защиту российских табачных фабрик и British American Tobacco, поскольку произошло незначительное повышение акцизов, а система исчисления акциза осталась прежней[94].
- Лоббирование интересов образовательных учреждений: Володин выступил соавтором законопроекта № 166928-5, согласно которому бюджетные научные и образовательные организации, такие как ФГУПы, госуниверситеты, академии наук, получили возможность создавать малые и средние предприятия, в уставной капитал которых могут вноситься права на использование соответствующих результатов интеллектуальной деятельности (программ для электронных вычислительных машин, баз данных, изобретений, полезных моделей, промышленных образцов и др.) по лицензионным договорам. В 2010 году Володин выступил соавтором законопроекта о закреплении в Законе «Об образовании» права педагогов на повышение квалификации не реже одного раза в 5 лет. Возглавлял наблюдательные советы общероссийского общества «Знание» и Высшей школы экономики[96][97].

## Судебные иски
В 2009 году на митинге депутат Государственной думы от КПРФ Валерий Рашкин обвинил Володина в «преступлениях перед народом, перед русской нацией». По гражданскому иску Володина суд обязал Рашкина выплатить председателю Государственной думы Российской Федерации 1 млн рублей. Рашкин подал в связи с решением суда жалобу в ЕСПЧ. В 2020 году ЕСПЧ признал, что при рассмотрении иска была нарушена статья 10 Европейской конвенции о защите прав человека и основных свобод и назначил Рашкину компенсацию с России — 7500 евро.

## Собственность и доходы
В 2007 году Володин декларировал доходы в сумме 3,16 млн рублей, в 2009 году — 359,9 млн рублей. Володину принадлежало 7,57 % акций ООО «Ж. К.», контролирующего Саратовский, Московский и Новосибирский жиркомбинаты. Володин рассказал газете Ведомости, что акции и доли в предприятиях он продал в 2007 году, деньги за них по условиям договора поступили в 2009 году. У Володина в собственности квартира площадью 74 м², земельный участок 83 сотки и одно машино-место.
В 2009 году Володин задекларировал доходы на сумму 359 899 191 руб., в 2010 — 6 556 502 руб., в 2011 — 3 990 656 руб., в 2012 — 6 759 590 руб., в 2013 — 14 071 868 руб., в 2014 — 62 933 818 руб., в 2015 — 87 099 427 руб., в 2016 — 62 129 066 руб., в 2017 — 51 358 108 руб., в 2018 — 71 744 355 руб., в 2019—100 290 669 руб., в 2020 — 84 046 445 руб., в 2021 — 65 002 302 руб.
В ноябре 2013 года журнал Forbes, Русская служба Би-би-си и ряд других СМИ сообщили о публикации в блоге Алексея Навального результатов расследования Фонда борьбы с коррупцией, согласно которым Володин имеет в пользовании незадекларированный участок в дачном кооперативе «Сосны», недалеко от деревни Лешково Истринского района Московской области. В публикациях Навального и РБК приведены фотоснимки участка, на которых видны дом в стиле русской усадьбы, галереи, пруд, банный комплекс и вертолётная площадка. В феврале 2014 года начальник антикоррупционного управления Администрации президента России Олег Плохой ответил на запрос Навального, пояснив, что нарушений не установлено, так как участие Володина в некоммерческом партнёрстве «Сосны» осуществляется с февраля 2003 года, а земля им взята в аренду в феврале 2013 года и будет указана в декларации за 2013 год. Старший юрист Transparency International также считает, что с точки зрения закона «все нормально»: если участок взят в аренду в 2013 году, то должен быть указан в декларации за этот год.
В декларации за 2021 год указаны следующие объекты недвижимости: жилой дом площадью 1 666 м², квартира площадью 697 м², земельный участок площадью 19425 м², иная недвижимость площадью 510 м².

## Удаление слухов о гомосексуальности
Расследовательское издание «Проект» пишет, что ходят слухи о гомосексуальности Володина, с которыми по его указанию идёт борьба, включающая в себя удаление этих слухов из СМИ. Начало этим слухам положила серия статей, вышедшая в 2003—2007 годах в саратовских и московских газетах. «Проект» пишет, что Володин поставил подчинённым задачу по удалению из Интернета материалов об этом, а также их копий и упоминаний. В найденных «Проектом» копиях не обнаруживается доказательств гомосексуальности. Володин через суд добился признания некоторых из этих статей клеветническими и наказания их авторов.
Позднее тема гомосексуальности Володина стала популярной — «Проект» называет её «народной». В 2013 году ЛГБТ-активист Николай Алексеев в эфире «Эха Москвы» назвал Володина геем. В 2015 году газета «Известия» написала, что он сделал это по указанию Государственного департамента США, и приложила в качестве доказательства письмо якобы оттуда, но содержащее множество стилистических ошибок и ставшее мемом.
В 2021 году Владислав Мельников, обвиняемый по делу Европейского центра суррогатного материнства, перечислил Володина среди клиентов центра. После этого пресс-служба Государственной думы рассылала СМИ требования удалить его имя из новостей про это, но эта новость способствовала укреплению слухов о гомосексуальности Володина.

## Организация благотворительности
Согласно расследованию команды Алексея Навального, благотворительные акции Вячеслава Володина были профинансированы другими компаниями и лицами. Например, в 2018—2019 годах Газпром пожертвовал 150 млн руб на исполнение поручения Президента Российской Федерации В. В. Путина от 09.02.2018 г. № Пр-250 «Об оказании поддержки строительству жилого многоквартирного дома для переселения граждан из аварийных домов, расположенных на территории поселка Елшанка Саратовской области»; при этом в СМИ постройка многоквартирного дома была выставлена как «свой благотворительный проект» Вячеслава Володина.
В 2014 и 2015 годах Володин перечислил по 40 млн рублей в каждый год на благотворительность. Помощь от заместителя главы администрации президента РФ получили в общей сложности восемь благотворительных фондов, среди которых — «Подари жизнь», «Справедливая помощь», «Вера». Также часть средств направлена Володиным детским домам и интернатам Саратовской области.
В 2016 году значительную часть своих доходов Вячеслав Володин традиционно направил на благотворительность — более 31 млн рублей личных средств, получателями которых стали 21 некоммерческая организация, благотворительный фонд, социальное учреждение из шести регионов. В их числе благотворительный фонд «Подари жизнь» Чулпан Хаматовой и общественная организация «Справедливая помощь», основателем которой была Елизавета Глинка (Доктор Лиза), фонд спасения тяжелобольных детей «Линия жизни», санкт-петербургские организации, которые помогают детям-инвалидам — «ГАООРДИ» и «Перспективы». В Саратовской области Володин поддержал за счёт личных средств три детских дома (теперь они называются центрами психолого-педагогического и медико-социального сопровождения детей), пять муниципальных музеев — Льва Кассиля, Петрова-Водкина, Василия Чапаева, а также Вольский и Балашовский краеведческие музеи. Ещё одно направление помощи — поддержка талантливых детей Саратовской области, детских творческих коллективов из Вольска, Ершова и Хвалынска.
По итогам 2017 года Вячеслав Володин направил на благотворительность 25,5 млн рублей (2016 — 31 млн, 2018 — 38,9 млн руб.), которые составили половину от его доходов за истекший год. Помощь получили благотворительный фонд помощи детям с онкогематологическими и иными тяжёлыми заболеваниями «Подари жизнь» (фонд Чулпан Хаматовой) и саратовский детский театр-студия «Театралика». Кроме того, часть из этих средств была направлена Володиным на строительство школы для одарённых детей из малообеспеченных семей Смоленской области и возведение в посёлке Елшанка города Саратова жилого дома для переселения 226 семей из бараков.
По итогам 2018 года Вячеслав Володин также половину своих доходов направил на благотворительность. Общая сумма пожертвований составила 38,85 млн рублей: 22 млн рублей были направлены на строительство школы «Феникс» для детей из малообеспеченных, неполных семей и детей-сирот в деревне Мольгино Смоленской области, а также на приобретение зимней и летней школьной формы, спортивной одежды и учебников. Ещё 5 млн рублей Вячеслав Володин направил на завершение строительства многоквартирного жилого дома в посёлке Елшанка города Саратова. По 2,5 млн рублей Вячеслав Володин пожертвовал Благотворительному фонду имени Елизаветы Глинки «Доктор Лиза» и Международной благотворительной общественной организации «Справедливая помощь Доктора Лизы». Кроме этого, Вячеслав Володин перечислил 4,25 млн рублей на помощь сельским приходам и монастырям РПЦ.
При участии Володина в Саратовской области были построены интернаты для пожилых людей. Например, в Озинском районе был возведен целый поселок для ветеранов.
С момента основания в 2016 году в деревне Мольгино Новодугинского района Смоленской области школы-интерната «Феникс» для одарённых детей из малообеспеченных, неполных семей и детей-сирот Вячеслав Володин является её попечителем. Политик выступил инициатором проекта и принимал активное участие в его воплощении в жизнь: благодаря его поддержке школа была построена и оборудована всем необходимым за счёт спонсорских средств. Помимо строительства Вячеслав Володин взял на себя в личном плане финансирование, которое школа получает как дополнительное — на приобретение всем ученикам школьной, спортивной, зимней одежды, а также книг, учебников, ранцев. В августе 2018 года перед началом нового учебного года в школе был открыт новый корпус, благодаря которому количество мест для получения качественного образования увеличилось почти в три раза — до 200 человек, а интернат стал рассчитан на проживание уже 100 детей. По словам директора школы Андрея Панцевича, весомый вклад в этом деле принадлежит Вячеславу Володину.
Вячеслав Володин — крупнейший благотворитель в истории Саратовской Епархии Русской православной церкви. Именно он стал автором федеральной программы по восстановлению храмов, являющихся памятниками архитектуры федерального значения. При его участии были реализованы многочисленные проекты, направленные на возрождение православных храмов и монастырей на малой родине политика.

## Санкции
28 апреля 2014 года, на фоне «дестабилизации на востоке Украины», Володин включён в санкционный список Канады так как он «поддерживает, обеспечивает финансирование или способствует нарушению суверенитета или территориальной целостности Украины».
12 мая 2014 года Володин включён в санкционный список Евросоюза так как «отвечал за контроль над политической интеграцией аннексированного украинского региона Крым в состав Российской Федерации». 26 мая 2014 года попал в санкционные списки Черногории, Исландии, Норвегии, Албании и Лихтенштейна.
21 марта 2019 года Украина ввела санкции в отношении Вячеслава Володина.
11 марта 2022 года, на фоне вторжения России на Украину, внесён в санкционный список США лиц которые «несут прямую ответственность за незаконное и противоправное признание Россией регионов Украины ДНР и ЛНР и содействие фиктивному предлогу, использованному Путиным для оправдания неспровоцированной войны России против Украины».
14 марта 2023 года Володин включён в расширенный санкционный список Евросоюза:

15 февраля 2022 года Володин поддержал в Государственной Думе резолюцию, в которой Владимиру Путину предлагалось признать украинские регионы Донецк и Луганск в качестве независимых государств.
22 февраля 2022 года Володин поддержал в Государственной Думе ратификацию «Договора о дружбе, сотрудничестве и взаимной помощи между Российской Федерацией и Донецкой Народной Республикой» и «Договора о дружбе, сотрудничестве и взаимной помощи между Российской Федерацией и Луганской Народной Республикой».
3 октября 2022 года Володин поддержал в Государственной Думе закон об аннексии Донецкой, Луганской, Херсонской и Запорожской областей Украины.— «Официальный журнал Европейского союза», Брюссель, 14 марта 2023 года
По аналогичным основаниям внесён в санкционные списки Австралии, Японии, Великобритании и Швейцарии в связи с войной на Украине.

## Награды
- Орден «За заслуги перед Отечеством» I степени (4 февраля 2024 года) — за большой вклад в укрепление российской государственности, развитие парламентаризма и многолетнюю добросовестную работу[138].
- Орден «За заслуги перед Отечеством» II степени (2014 год)[139].
- Орден «За заслуги перед Отечеством» III степени (2012 год)[140][141].
- Орден «За заслуги перед Отечеством» IV степени (20 апреля 2006 года) — за большой вклад в законотворческую деятельность и многолетнюю добросовестную работу[142].
- Орден Почёта (14 апреля 2003 года) — за активную законотворческую деятельность и многолетнюю добросовестную работу[142].
- Орден Дружбы (15 августа 1997 года) — за заслуги перед государством и большой вклад в социально-экономическое развитие области (Саратовской)[143].
- Орден Дружбы (16 декабря 2021 года, Армения) — по случаю 30-летия независимости Армении, за значительный вклад в укрепление и развитие дружественных отношений с Республикой Армения, углубление политического и экономического сотрудничества[144].
- Заслуженный юрист Российской Федерации (3 января 2009 года) — за заслуги в укреплении законности и активную законотворческую деятельность[145].
- Благодарность Президента Российской Федерации (7 февраля 2002 года) — за плодотворную законотворческую деятельность и активное участие в разработке проекта федерального бюджета на 2002 год[146].
- Благодарность Президента Российской Федерации (26 апреля 2007 года) — за большой вклад в подготовку Федерального закона «О федеральном бюджете на 2007 год»[147].
- Благодарность Президента Российской Федерации (21 апреля 2008 года) — за большой вклад в подготовку Федерального закона «О федеральном бюджете на 2008 год и на плановый период 2009 и 2010 годов»[148].
- Благодарность Президента Российской Федерации (21 апреля 2008 года) — за большой вклад в обеспечение деятельности Президента Российской Федерации, Правительства Российской Федерации и развитие парламентаризма в Российской Федерации[149].
- Медаль Анатолия Кони (Министерство юстиции Российской Федерации, 2009 год)[150].
- Медаль «За боевое содружество» (МВД России, 2006 год)[источник не указан 1555 дней].
- Почётный гражданин города Ртищево и Ртищевского муниципального района (январь 2010 года)[151].
- Медаль Примакова (Министерство иностранных дел Российской Федерации, 2019 год)[152].
- Юбилейный нагрудный знак Московской областной думы «20 лет Московской областной думе» (14 ноября 2013 года)[153]
- Юбилейный нагрудный знак Московской областной думы «25 лет Московской областной думе» (22 ноября 2018 года)[154]
- Медаль «За укрепление парламентского сотрудничества» (16 ноября 2023 года, Межпарламентская ассамблея СНГ) — за особый вклад в развитие парламентаризма, укрепление демократии, обеспечение прав и свобод граждан в государствах — участниках Содружества Независимых Государств[155]
- Медаль «МПА СНГ. 25 лет» (27 марта 2017 года, Межпарламентская ассамблея СНГ) — за заслуги в деле развития и укрепления парламентаризма, за вклад в развитие и совершенствование правовых основ функционирования Содружества Независимых Государств, укрепление международных связей и межпарламентского сотрудничества[156][157]
- Премия «Скрипач на крыше» в номинации «Государственная деятельность» (2019 год)[158]
- Орден Святого благоверного великого князя Александра Невского I степени (РПЦ; 4 февраля 2024 года) — во внимание к вкладу в развитие церковно-государственных отношений и в связи с 60-летием[159].
- Орден Святого благоверного князя Даниила Московского II степени (РПЦ; 2009 год)[160].